# 中真大
中 真大 （なか まさひろ、1991年 - ）は、日本の小説家。1991年、三重県上野市（現・伊賀市）生まれ。2020年『無駄花』で第14回小説現代長編新人賞奨励賞を受賞し、デビューした。
『無駄花』は、架空の死刑囚による手記形式の小説。実在の死刑囚であった永山則夫の『無知の涙』から着想を得ている。選考会では過激なテーマや文章表現に波紋を呼んだが、伊集院静、宮内悠介の推薦を受け奨励賞受賞となった。単行本刊行時には帯に尾崎世界観がコメントを寄せた。書評では細谷正充、野崎六助、岡崎武志、杉江松恋、長薗安浩が作家性や筆力を高く評価した。

## 作品リスト

### 単行本
- 『無駄花』（2020年9月 講談社）

### 雑誌掲載作品

#### 小説
- 『1978』　- 『小説現代(講談社)』 （2021年3月号）
- 『破落戸』　-　『小説すばる(集英社)』 （2021年5月号）
- 『風を食らって』 - 『小説すばる』 （2021年11月号）
- 『ストリゴイ』　- 『小説すばる』 （2022年3月号）
- 『この膨大にして不愉快な仕事』 - 『小説すばる』 （2022年6月号）

#### シリーズ連載
- 『異端かく語りき ／ かくて汝は孤独となり』　- 『小説すばる』 （2023年3月号）
- 『異端かく語りき ／ ドーランと結晶と』　- 『小説すばる』  （2023年5月号）
- 『異端かく語りき ／ プランジャー・ショット・ミス』　- 『小説すばる』  （2023年7月号）
- 『異端かく語りき ／ ゴーストライターの芳魂』　- 『小説すばる』  （2023年9月号）
- 『異端かく語りき ／ 隷従か反徒か』　- 『小説すばる』  （2023年11月号）
- 『異端かく語りき ／ ファブリケート・ザ・スキャンダル』　- 『小説すばる』  （2024年1月号）
- 『異端かく語りき ／ 履き潰したストレートチップ』　- 『小説すばる』  （2024年3月号）
- 『異端かく語りき ／ ポケット一杯のスクラップ』　- 『小説すばる』  （2024年5月号）

#### コラム
- 『授業をサボって死体と遊ぶな子供たち』 - 『小説 野性時代(KADOKAWA)』 （2021年1月号）
- 『喜活』 - 『小説すばる』 2021年2月号